# Лукашув (Мазовецьке воєводство)
Лукашув (пол. Łukaszów) — село в Польщі, у гміні Радзанув Білобжезького повіту Мазовецького воєводства.
У 1975-1998 роках село належало до Радомського воєводства.